# Birao
Birao è il capoluogo della Prefettura di Vakaga, la più settentrionale tra le 14 prefetture delle Repubblica Centrafricana.
Nel 2007 a causa della battaglia tra ribelli e truppe del governo avvenuta in quest'area, la città fu quasi completamente bruciata e la popolazione quasi sterminata.